# Cirilo da Eritreia
Abune Cirilo (Qerlos) Tehadew (nascido: Haile Mariam, Eritreia Italiana, 16 de setembro de 1928 - Asmara, Eritreia, 2 de dezembro de 2022) foi o 5º Patriarca da Igreja Ortodoxa Eritreia Tewahedo.

## Biografia
Querlos nasceu em 16 de setembro de 1928 no subdistrito de Senafe, filho de Reverendo Tesfaselassie Tekle e da Sra. Woletemedhin Hagos, recebendo o nome de Haile Mariam.
Quando atingiu a idade de estudar, foi para Debre Mewan, sendo ordenado diácono em 09 de maio de 1944 por Sua Eminência Abune Marcos, Bispo da Eritreia.
Em 1945, foi para o Mosteiro de Debre Abbay, na Etiópia, para continuar sua educação espiritual.
Depois de servir como diácono de 1944 a 1952, foi ordenado monge em 09 de fevereiro de 1952. Em 21 de abril de 1952, foi ordenado sacerdote por Abune Marcos.
Depois de servir no sacerdócio de 1952 a 1965, foi eleito abade do Mosteiro de Debre Mewan em 14 de abril de 1965. Ele serviu o mosteiro como abade de 1965 a 1994.
Em 1994, foi para o Egito e frequentou uma série de cursos teológicos por seis meses. Em 12 de junho de 1994, foi ordenado bispo por Sua Santidade o Papa Shenouda, Patriarca da Igreja Copta Ortodoxa e foi nomeado bispo da Diocese de Adiyame de South Adi Keih (Zona Sul).
Em 21 de julho de 1998, recebeu o título de Arcebispo de Sua Santidade Abune Filipe I, Patriarca da Eritreia.

### Patriarcado
Há muito pouca informação sobre a personalidade do Patriarca Cirilo em fontes abertas. Sabe-se apenas que antes de se tornar patriarca, ele foi arcebispo de Adi-Keik.
Antes da eleição de Cirilo, o cargo de Patriarca da Igreja Ortodoxa Tewahedo da Eritreia estava vago desde a morte de Abuna Dióscuro em 2015. Em 13 de maio de 2021, Cirilo foi eleito Patriarca da Eritreia. Sua ordenação e entronização como Patriarca ocorreu em 13 de junho do mesmo ano.

### Falecimento
Cirilo morreu em 2 de dezembro de 2022, aos 94 anos.